# Diplotomma pharcidium
Diplotomma pharcidium är en lavart som först beskrevs av Erik Acharius, och fick sitt nu gällande namn av M. Choisy 1950. Diplotomma pharcidium ingår i släktet Diplotomma och familjen Caliciaceae.  Arten är reproducerande i Sverige. Inga underarter finns listade i Catalogue of Life.